# Lissomma
Lissomma is een geslacht van vlinders van de familie spanners (Geometridae), uit de onderfamilie Oenochrominae.

## Soorten
- L. himerata Warren, 1905
- L. minuta Swinhoe, 1902